# Sphaerarthrum grandiceps
Sphaerarthrum grandiceps is een keversoort uit de familie soldaatjes (Cantharidae). De wetenschappelijke naam van de soort werd in 1969 gepubliceerd door Wittmer.